# Jama Masjid (Ahmedabad)

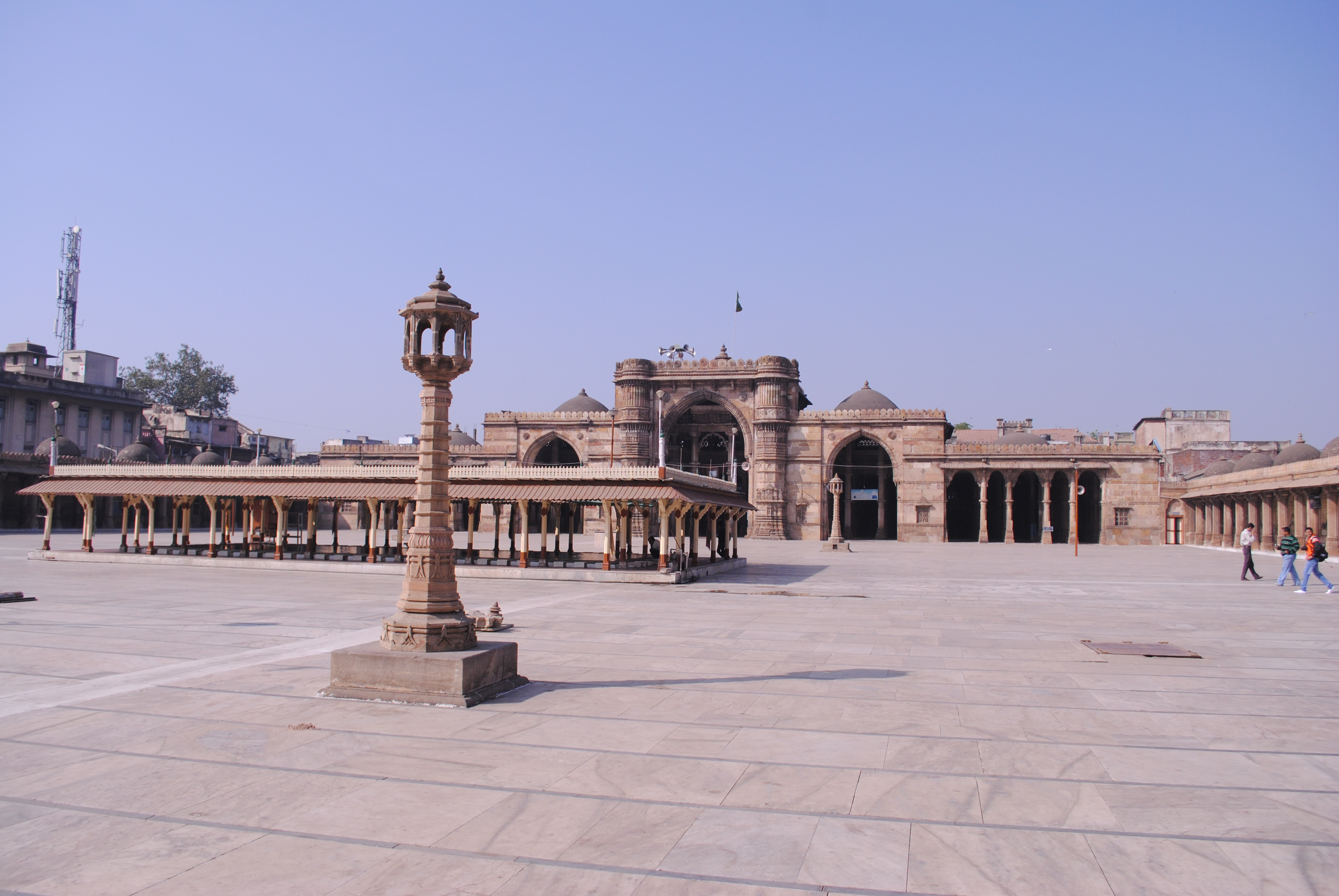
Freitagsmoschee von Ahmedabad

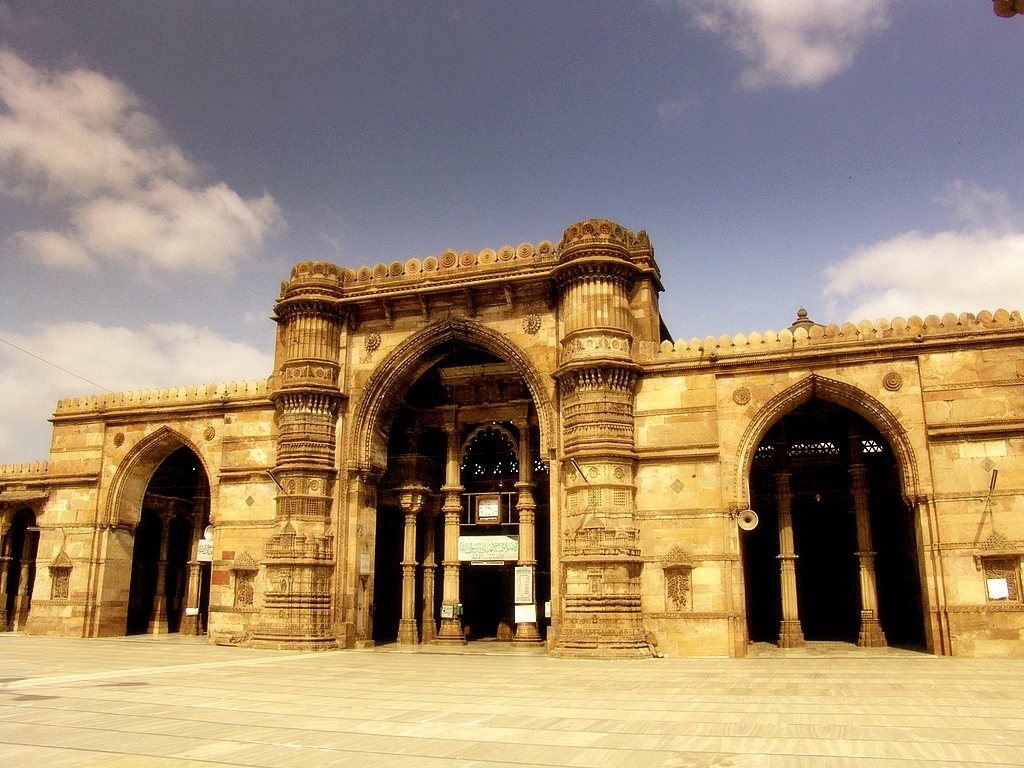
Freitagsmoschee von Ahmedabad

Die Freitagsmoschee (Jama Masjid) von Ahmedabad im indischen Bundesstaat Gujarat ist eine der größten Hofmoscheen des Landes.

## Geschichte

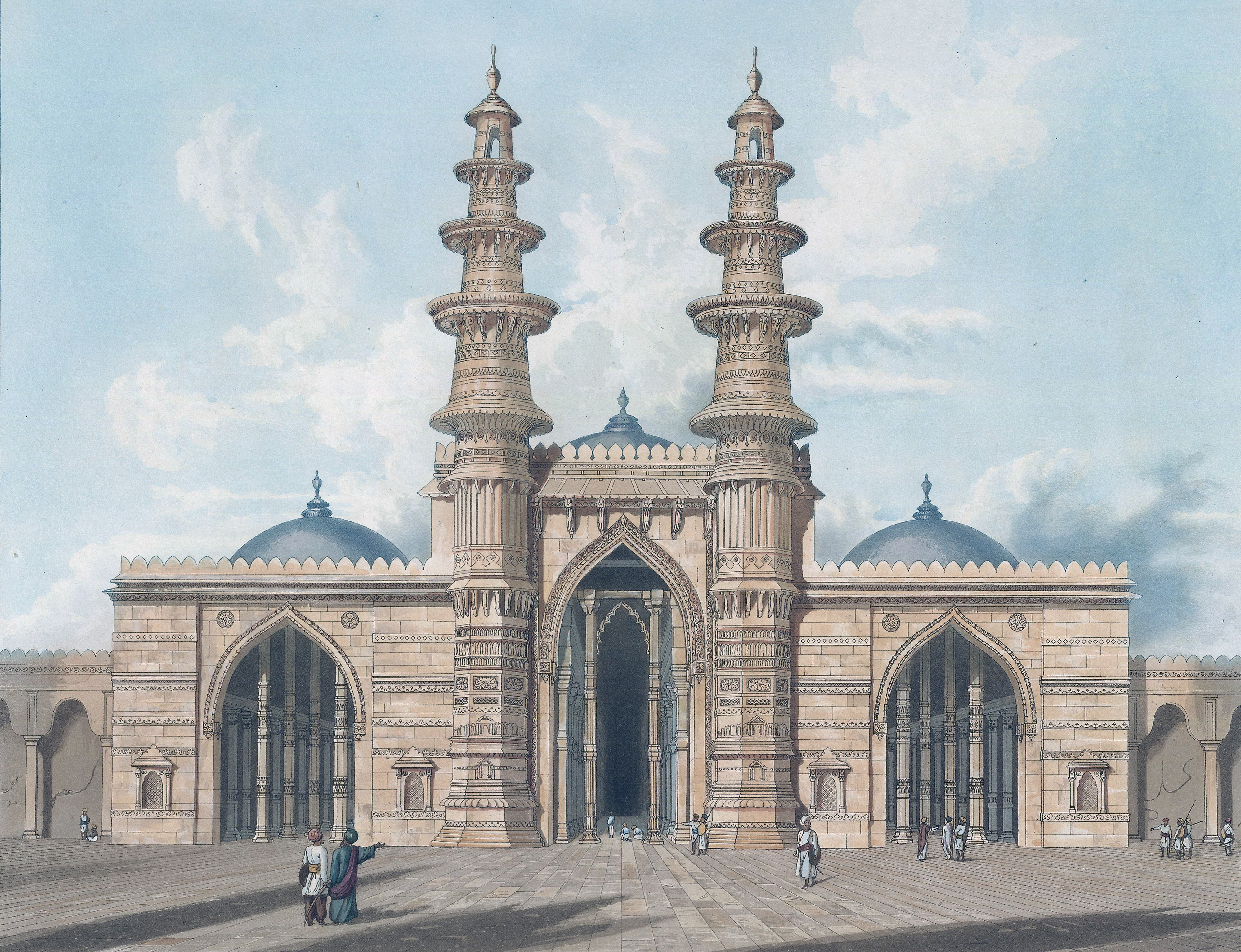
Aquarellierte Zeichnung der Moschee aus dem Jahr 1809

Auftraggeber der Moschee war der seit dem Jahr 1411 regierende Sultan von Gujarat und Stadtgründer Ahmed Shah I. Laut einer Inschrift über dem zentralen Mihrab wurde sie am 4. Januar des Jahres 1424 vollendet.
Die auf einer Zeichnung des Jahres 1809 noch dokumentierten beiden konisch sich verjüngenden und von Balkonen unterteilten Minarette oberhalb der noch existenten Sockelzonen links und rechts des Portals stürzten bei den Erdbeben der Jahre 1819 und 1857 ein. Ihre Gestaltung war in der gesamten islamischen Architektur des Indischen Subkontinents nahezu einzigartig (Ausnahme: Champaner). Das Aussehen des Bereichs oberhalb des Mittelportals scheint nach dem Einsturz leicht verändert worden zu sein.

## Moschee
Die Moschee ist eine der für den persisch-indischen Raum charakteristischen Hofmoscheen mit Seitenlängen von ca. 63 × 130 m; die gesamte Hoffläche ist von einer überdachten Galerie umgeben, die nur von den drei Eingängen unterbrochen wird. In der Mitte des Moscheehofes befindet sich ein rechteckiges Becken für die vom Koran (Sure 5,6) vorgeschriebenen Waschungen (Wudū'); zum Schutz vor den Strahlen der Sonne ist es ebenfalls von einer steinernen Galerie umgeben. Darüber hinaus sind vier steinerne Lichtsäulen bemerkenswert, mit deren Hilfe die dunkle Hoffläche vor dem Morgen- und nach dem Abendgebet beleuchtet werden konnte. Die Spitze der relativ flachen Moscheekuppeln wird von amalaka-Ringsteinen mit aufsitzenden kalasha-Vasen gebildet wie sie für Hindu-Tempel typisch sind, aber auch an der ca. 100 Jahre jüngeren Freitagsmoschee von Champaner auftreten.
Die dreiportalige Eingangssituation zum zentralen Moscheesaal erinnert an ein Triumphbogenschema, welches auch in der islamischen Baukunst verbreitet Anwendung fand. Die seitlich des Mittelportal noch existierenden Sockelzonen der beiden Minarette sind reich dekoriert. Der von zahlreichen gegliederten Pfeilern, die als Spolien zahlreicher zerstörter Hindu- und Jain-Tempel angesehen werden, gestützte und überwiegend flachgedeckte Raum verfügt auch über eine mit geometrischen Jali-Gittern abgegrenzte Frauenempore. Vor der nach Westen (Mekka) orientierten Rückwand (qibla) befinden sich 3 Kragkuppeln, deren mittlere über einer umlaufenden Galerie (vgl. Jain-Tempel von Ranakpur) zu einem Oktogon mit Jali-Gittern erhöht ist. In die – teilweise durch Jali-Fenster durchbrochenen – Rückwand eingelassen sind insgesamt 5 Mihrab-Nischen, die jedoch nach außen kaum in Erscheinung treten. Die zentrale Mihrab-Nische ist ebenfalls in Hindu-Manier, aber unter völligem Verzicht auf figürliche oder pflanzliche Dekormotive, gestaltet. Rechts davon befindet sich der steinerne Minbar für den Vorbeter imam.

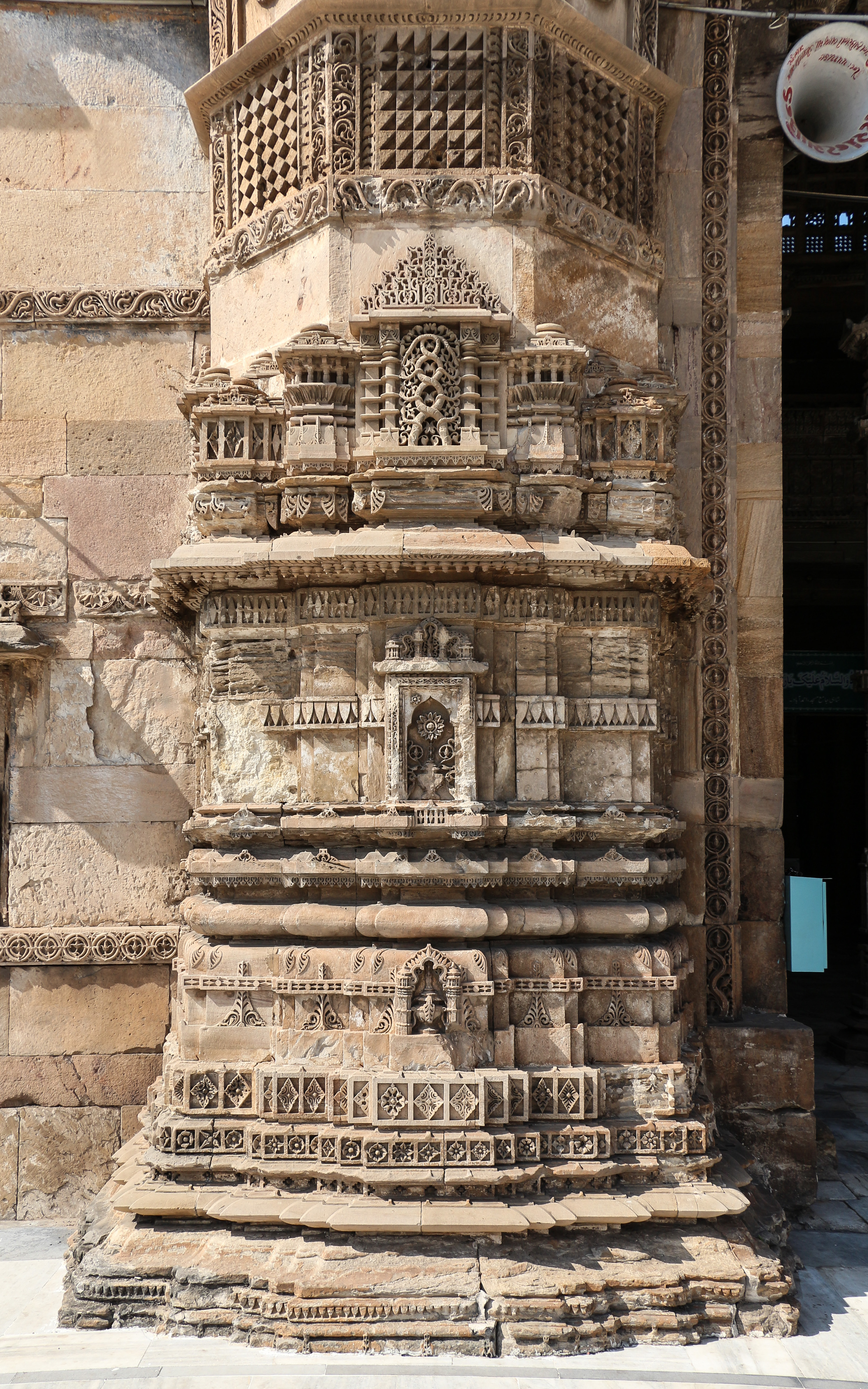
Minarettsockel links des Portals
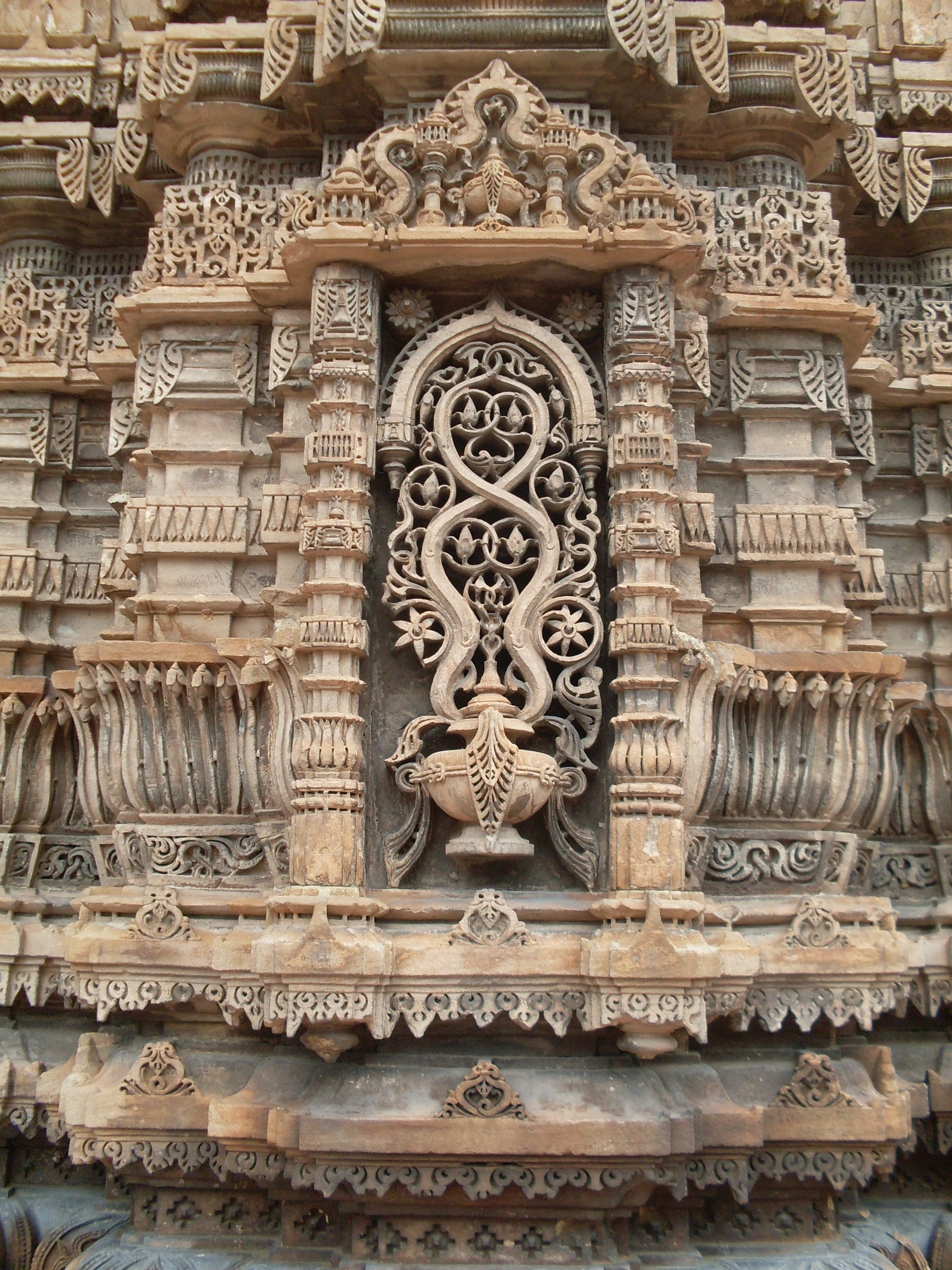
Pfeilerdekor (Detail)
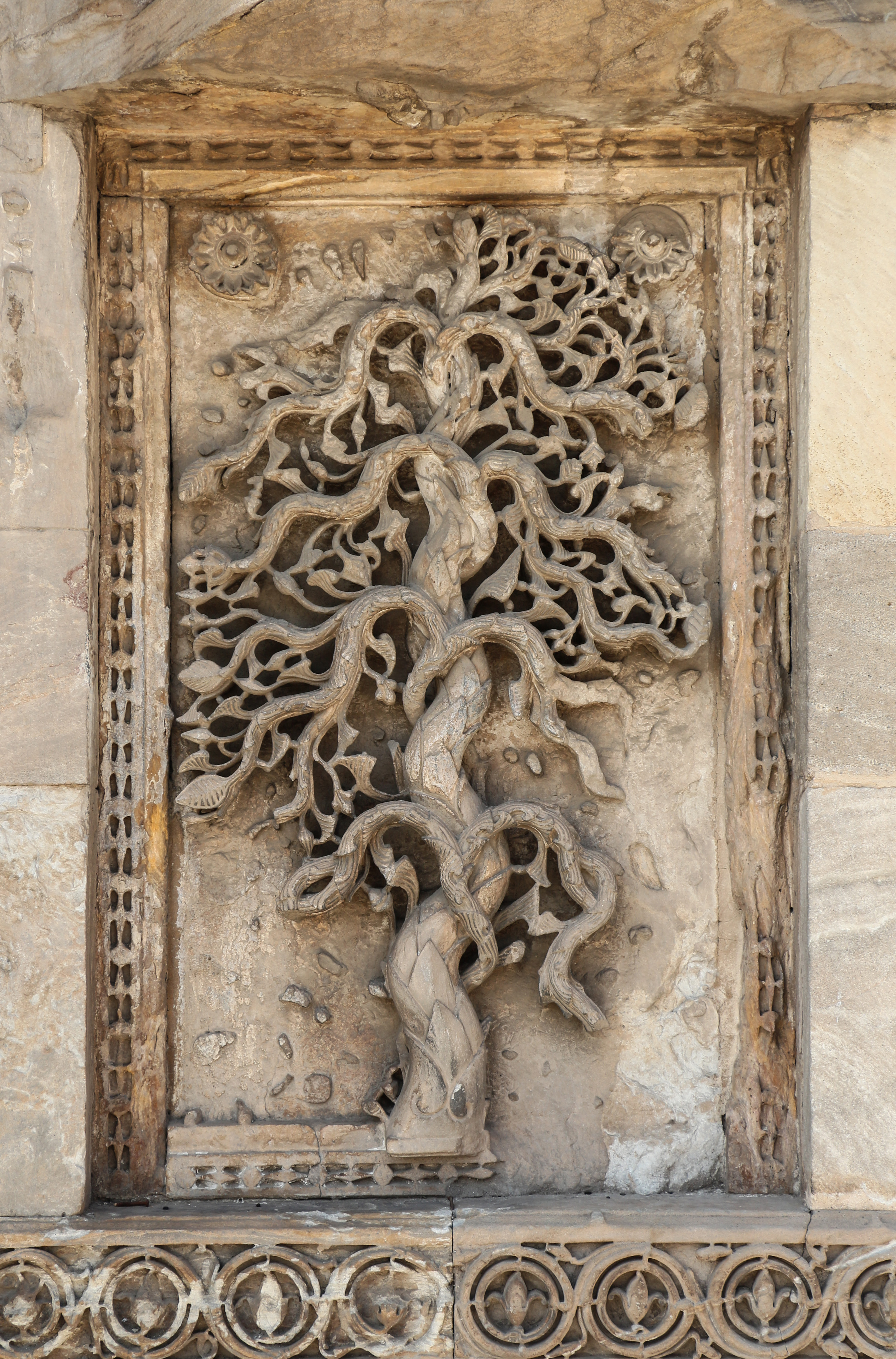
Baummotiv in einer Nische des rechten Minarettsockels
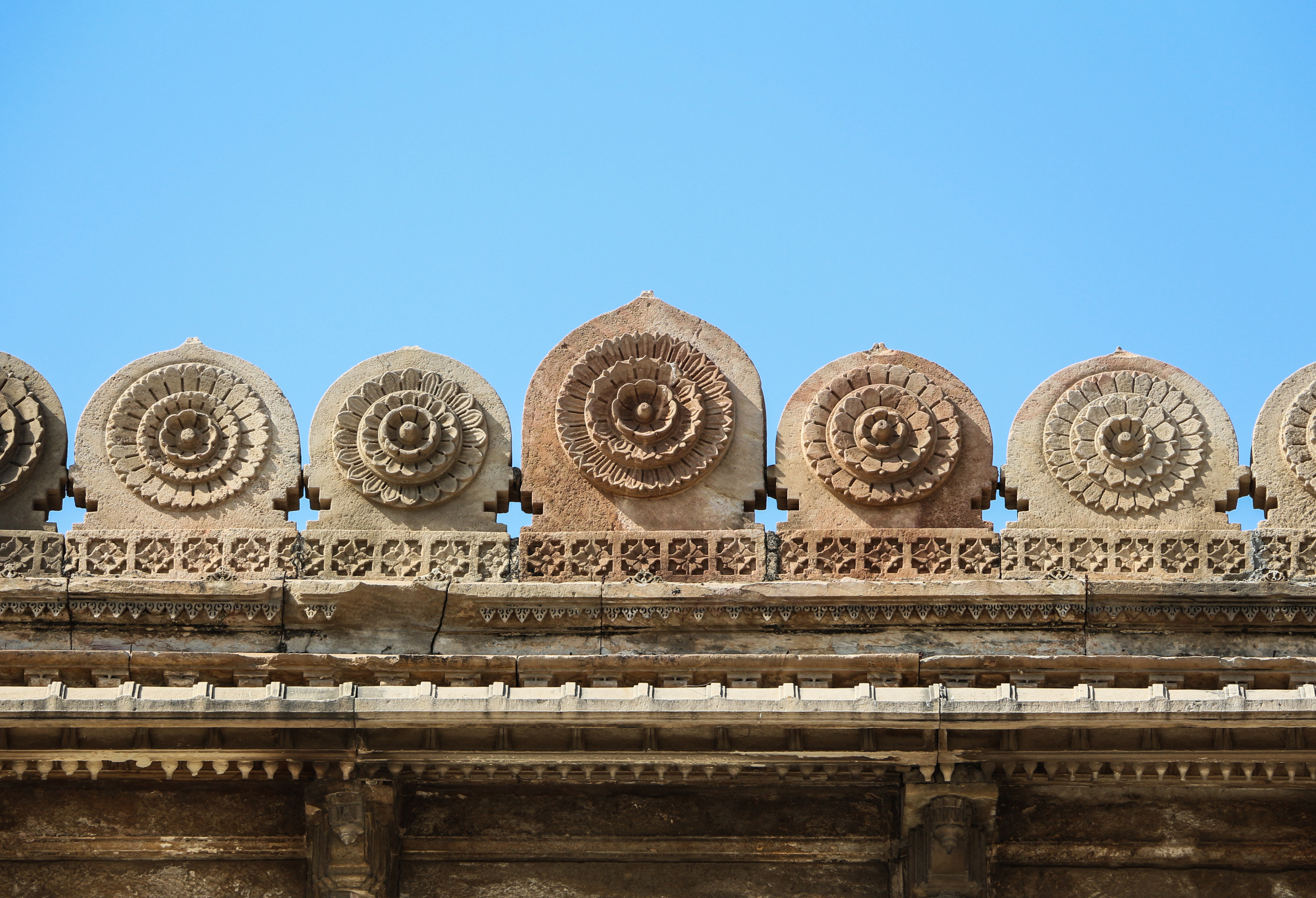
Rundschilde als Zinnen über dem Portal
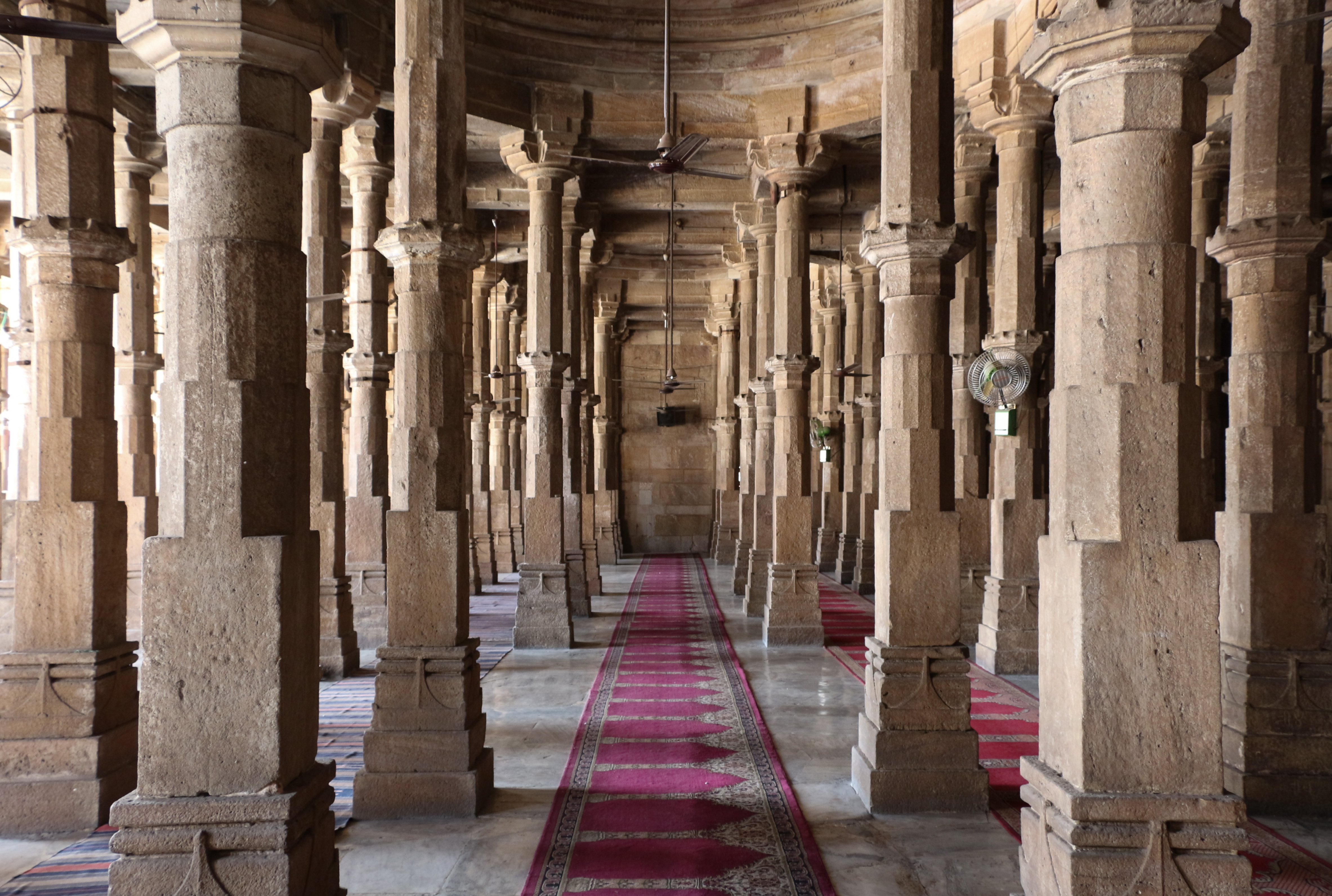
Pfeiler im Inneren des Moscheesaales
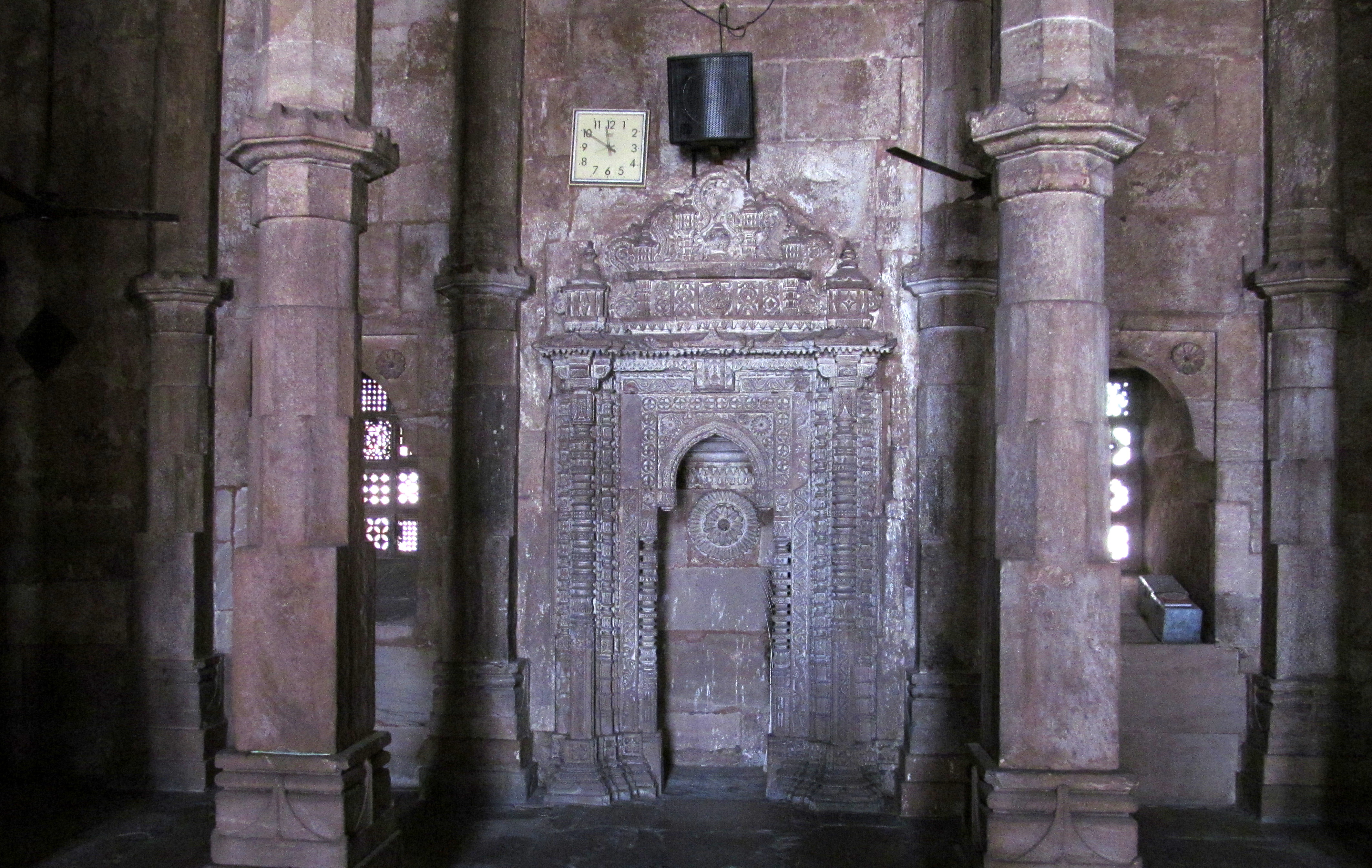
Mihrab

## Mausoleum Ahmed Shahs
Wenige Meter östlich der Freitagsmoschee befindet sich das reich mit geometrischen Jali-Fenstern versehene Mausoleum Ahmed Shahs, welches noch zu seinen Lebzeiten begonnen, aber möglicherweise erst von seinem Sohn vollendet wurde.